# لحلاح طوروسي
اللحلاح الطوروسي نوع نباتي يتبع جنس اللحلاح من الفصيلة اللحلاحية.

## الموئل والانتشار
موطنه المشرق العربي وجبال طوروس. ينتشر في جبل الشيخ وحوران ومنطقة دمشق.

## الوصف النباتي
اللحلاح عشب معمر من أحاديات الفلقة، له جعثن (كورمة) (ونادراً رئد (بالإنجليزية: Stolon))، بيضي الشكل، وتغطي الجعثن حراشف بنية، ويتشكل سنويا جعثن جديد. له أوراق قاعدية خيطية تتشكل في الربيع. النورة عنقودية تزهر في الخريف. الأزهار بيضاء إلى بنفسجية فاتحة جميلة يتراوح عددها بين 2 و5 أزهار، والكم له ست بتلات. والثمرة كبسولة ثلاثية الحجرات، أما الثمار فتنضج في بداية الصيف.